# Голямоух сеносъбирач
Голямоухият сеносъбирач (Ochotona macrotis) е зайцевиден бозайник от род Сеносъбирачи, обитаващ високопланинските райони на Централна Азия.

## Разпространение и местообитания
Голямоухите сеносъбирачи обитават югоизточните части на Казахстан, източен Киргизстан и Таджикистан, североизточните части на Пакистан и Афганистан, северна Индия, Непал, Бутан и няколко високопланински провинции на Китай. Видът е високопланински и обитава скалистите части на планините и местности, обрасли със смърчове в ареала си на обитание. Срещат се на надморска височина 2300 до 6100 метра. Използват естествени каменни склонове, в които се образуват пукнатини и ходове, в които да се крият.

## Подвидове
- Ochotona macrotis auritus
- Ochotona macrotis chinensis
- Ochotona macrotis macrotis
- Ochotona macrotis sacana
- Ochotona macrotis wollastoni

## Описание
Общата дължина на този вид е 15 - 20,4 cm. Тежат около 120 грама.

## Начин на живот
Активни са през деня обикновено в обедните часове. През останалата част на денонощието се крият в цепнатините на скалите и между камъните, където спят или бдят за хищници.

## Хранене
Голямоухите сеносъбирачи са изключително растителноядни. Консумират всевъзможни треви, листа, клонки, мъхове и лишеи.

## Размножаване
Голямоухите сеносъбирачи са полигинни. Чифтосването е от април до средата на август. Бременността продължава около 30 дни. Раждат по два пъти от две до три малки. Полова зрялост настъпва на около година. Продължителността на живот е около три години.

## Неприятели
Голямоухите сеносъбирачи са жертва на лисици, хищни птици, невестулки и други дребни хищници.